# Akita-Jake-jama
Akita-Jake-jama (japonsky 秋田焼山, 1 366 m n. m.) je název aktivního vulkanického komplexu nacházejícího se v severozápadní části japonského ostrova Honšú asi 7 km západně od stratovulkánu Hačimantai. Komplex je tvořen několika stratovulkány a lávovými dómy. Aktivita je doložena od 19. století, kdy proběhly dvě středně silné freatomagmatické erupce. Na západním úpatí komplexu se nacházejí radioaktivní horké pramenty Tamagawa.